# Томислав Пиплица
Томислав Пиплица (5. април 1969, Бугојно) је бивши босанскохерцеговачки фудбалер, а тренутно фудбалски тренер. Као играч је играо на позицији голмана.

## Клупска каријера
Пиплица је у каријери играо за Искру из Бугојна, Загреб, Истру, Сегесту и Самобор, да би потом прешао у Енерги Котбус, где је провео 11 година. Са Енерги Котбусом је играо и у другој и у првој Бундеслиги, а осим по добрим одбранама био је познат и по голманским грешкама. Најпознатија грешка је на утакмици против Борусије Менхенгладбах 6. априла 2002, када је при вођству Енерги Котбуса од 3:2 главом постигао аутогол и тако изједначио резултат. Ипак, Пиплица је љубимац навијача Енерги Котбуса, који су му наденули надимак "Пипи", а тадашњи председник клуба Улрих Лепш је тврдио како Пиплица има посебан статус у клубу.

## Репрезентативна каријера
Пиплица је био део репрезентације Југославије до 20 година, која је 1987. на Светском првенству у Чилеу освојила прво место. Међутим, као замена за првог голмана Драгоја Лековића, није одиграо ниједну утакмицу на турниру.
За репрезентацију Босне и Херцеговине је дебитовао 24. марта 2001. против Аустрије, а укупно је одиграо 9 утакмица за репрезентацију.

## Трофеји
Искра Бугојно
- Митропа куп: 1985

Југославија до 20 година
- Светско првенство до 20 година: 1987